# 黑體戈海鯰
黑體戈海鯰為輻鰭魚綱鯰形目準海鯰科的其中一種，為熱帶淡水魚，分布於非洲馬達加斯加東北部Mananara du Nord河流域，體長可達17.1公分，棲息在沙石底質溪流底層水域，生活習性不明。